# Kowalowice

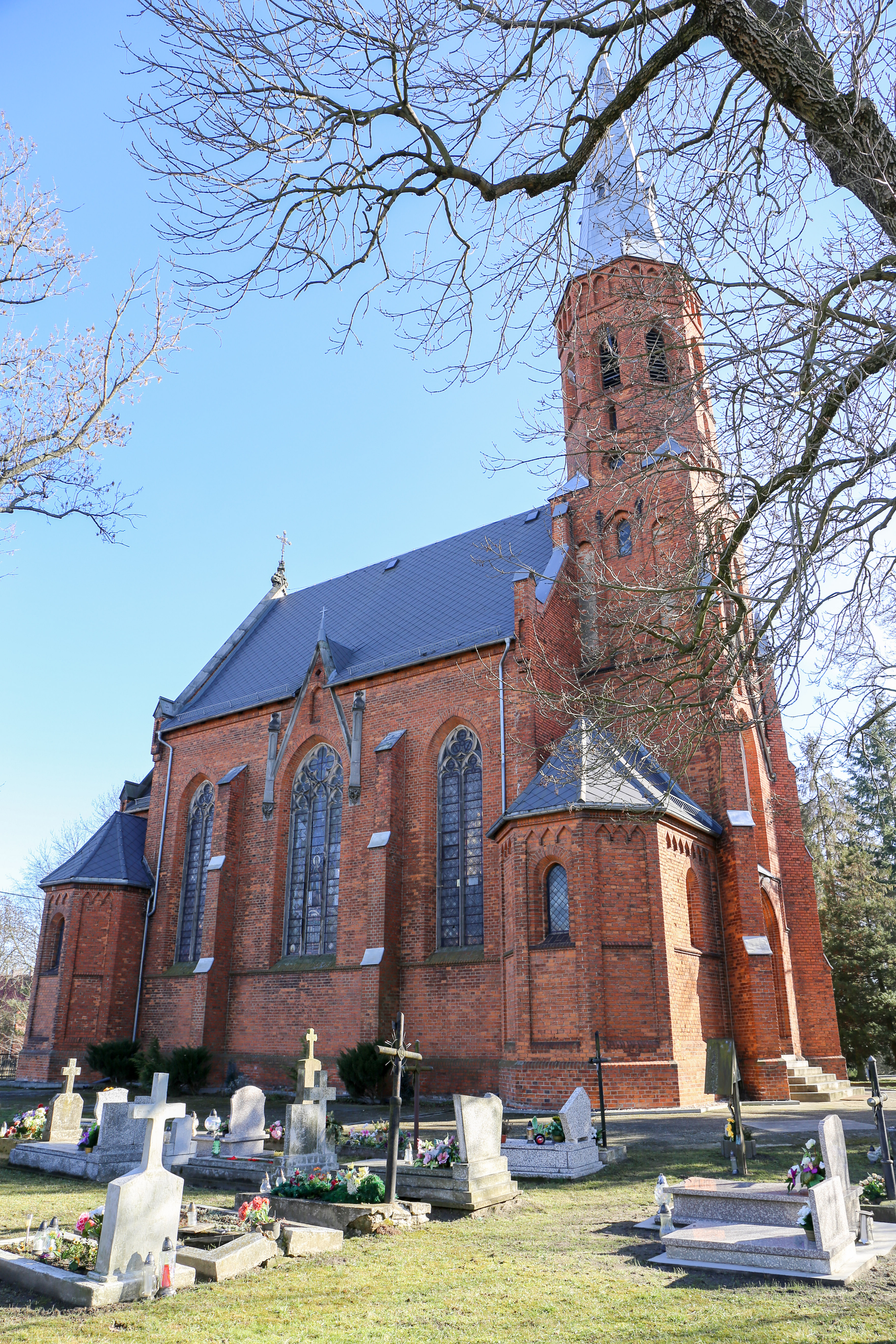
Kowalowice - village de Pologne situé dans la voïvodie d'Opole, dans la municipalité de Namysłów.

Kowalowice est une localité polonaise de la gmina et du powiat de Namysłów en voïvodie d'Opole.